# Morane-Saulnier MS.472
Il Morane-Saulnier MS.472 Vanneau II fu un aereo da addestramento monomotore ad ala bassa sviluppato dall'azienda aeronautica francese Morane-Saulnier negli anni quaranta.
Sviluppato dall'originario prototipo MS.470 Vanneau, venne prodotto in oltre 500 esemplari, comprese le successive versioni MS.474, MS.475, MS.477 e MS.479.

## Varianti
MS.470 Vanneau
prototipo, equipaggiato con un motore radiale Gnome-Rhône 14M, secondo altre fonti motorizzato anche con un motore V12 Hispano-Suiza 12X, realizzato in un unico esemplare.
MS.472 Vanneau II
variante di produzione in serie destinata all'Armée de l'air, equipaggiata con un Hispano-Suiza 12X da 690 hp (515 kW) (Gnome-Rhône 14M-05), realizzata in tre prototipi più 230 esemplari di produzione in serie.
MS.474 Vanneau IV
variante navalizzata destinata all'Aéronautique navale, la componente aerea della Marine nationale, equipaggiata con un motore radiale Gnome-Rhône 14M-04, realizzata in 70 esemplari.
MS.475 Vanneau V
versione migliorata destinata all'Armée de l'air, equipaggiata con un motore V12 Hispano-Suiza 12Y-45 da 850 hp (634 kW), realizzata in 200 esemplari.
MS.476
modifica di un MS.475 equipaggiato con un'ala dalla maggiore superficie.
MS.477
rimotorizzazione del MS.475 equipaggiato con un Renault 12S-02.
MS.478
variante pianificata, equipaggiata con un motore Isotta Fraschini Delta, non costruito.
MS.479
variante equipaggiata con un motore radiale Snecma 14X Super Mars da 830 CV (610 kW), realizzata in un solo esemplare.

## Utilizzatori
Francia
- Armée de l'air
- Aéronautique navale